# سیارک ۸۷۳۳
سیارک ۸۷۳۳ (به انگلیسی: 8733 Ohsugi، نامگذاری:1996YB1) هشت هزار و هفتصد و سی و سومین سیارک کشف شده‌است که در ۲۰ دسامبر ۱۹۹۶ کشف شد.
قدر مطلق سیارک برابر ۲۹.۵ است.